# Pleospora lycopodiicola
Pleospora lycopodiicola är en svampart som tillhör divisionen sporsäcksvampar, och som beskrevs av Jens Wilhelm August Lind. Pleospora lycopodiicola ingår i släktet Pleospora, och familjen Pleosporaceae. Arten är reproducerande i Sverige.